# 5700 Homerus
Az 5700 Homerus (ideiglenes jelöléssel 5166 T-3) a Naprendszer kisbolygóövében található aszteroida. Cornelis Johannes van Houten,  Ingrid van Houten-Groeneveld,  Tom Gehrels fedezte fel 1977. október 16-án.